# 張布
張 布（ちょう ふ、? - 264年）は、中国三国時代の武将・政治家。呉に仕えた。弟は張惇・張恂。子は女子二人。『三国志』呉志「三嗣主伝」等に記述がある。

## 生涯
孫休とは孫休が王であった時代から親しく、左右の将督の任に就いていたため、特に信頼されていたという。
呉の実権を握っていた孫綝は孫亮を廃位し、新たに孫休を帝に迎えた。張布は長水校尉の地位にあったが、孫休の輔佐に功績があったとして、永安元年（258年）10月に輔義将軍へと昇進し、永康侯に封じられた。
後に左将軍となった。あるとき、孫綝が孫休に牛酒を献上しようとしたところ、孫休に受け取りを拒否されたことがあった。孫綝はそれをもって張布の下を訪れ、酔いにまかせて恨み言を吐き、孫休の廃位を口にした。このため、後に張布はこのことを孫休に知らせた。孫休は孫綝の権力を恐れ、一族諸共厚遇し懐柔に努めた（「孫綝伝」）。
やがて孫休は孫綝がクーデターを計画していることを知らされ、張布と共に孫綝打倒の計画を練った。張布は丁奉を計画の協力者として推挙した（「丁奉伝」）。丁奉の進言で、孫綝が祭りのため参内したときに討つことが決まったため、同年12月、孫休の命令で張布は丁奉と共に兵士に命じて孫綝を捕らえさせ、即日処刑した。
張布は孫綝を討ち取った功績で中軍督を加官された。また、弟の張惇には都亭侯の爵位と兵士300人が与えられ、張恂も校尉に任じられた。
永安5年（262年）10月、濮陽興が丞相に任命された。孫休は濮陽興・張布と個人的に親しかったこともあり、彼等に国政を任せ自身は学問に興じるようになっていった。濮陽興が軍事と行政を取り仕切る一方で、張布は宮中を掌るようになった。
張布は権力を掌握すると、礼に外れた行動が多くなった。あるとき、孫休が博士祭酒の韋昭と博士の盛沖を招いて、学問の話相手を務めさせようとしたところ、張布は自身の過失が彼等の口から明らかになり、国政を動かせなくなることを恐れ、その登用に反対した。しかし孫休は張布の行ないについて、韋昭達の口から聞かずとも把握しており、隠す必要はないと窘めた。張布は陳謝したが、学問が政治の妨げになるとしてあくまで反対を崩さなかった。このため孫休は張布に対し、かつての孫綝と同様の行ないをしていると批判した。張布は這いつくばって叩頭したという。孫休は信任度は変わらないと張布を宥め、終わりをよくするよう励ました。結局孫休は、古くから付き合いのある張布の気持ちを慮って、韋昭達の登用を取りやめ、書物の解釈議論をすることもしなくなった。
永安7年（264年）、孫休が崩御。孫休が後継ぎを自分の息子にするよう遺言していたが、孫休の遺児が幼少であったので、国難に対処できないと判断した張布は、万彧の薦めに従い濮陽興と図り、朱太后の了承も得た上で烏程侯の孫晧（孫和の子）を擁立した。これにより驃騎将軍・侍中となった。しかし孫晧が即位後まもなく驕慢となり、酒と女色に溺れるようになると、濮陽興と共に擁立したことを後悔した。そのことを知った万彧の讒言により、同年11月に濮陽興と共に広州へ流罪となった。移送中に殺害され、残りの一族も皆殺しにされた。
孫晧は張布を特に憎んでおり、後に寵臣の何定を悪事を働いたとして誅殺した時、悪事が張布と似ているという理由で、名を何布と改めさせた。

## 美人の娘たち
張布の死後、その次女は後宮に入って美人（妃の地位）となり、孫晧の寵愛を受けた。ある日、張美人は父を殺された恨み言を言ったため、孫晧は彼女を殺害した。その後、孫晧は張美人の美貌を惜しみ、巧工に刻木させて張美人の像を作らせ、常に側に置いた。
後に、孫晧は既に馮純に嫁いでいた長女を奪い強引に後宮へ入れ、左夫人として大変な寵愛を授け、昼も夜も張夫人と同房して朝政に顔を出さなくなった。彼女が亡くなった後は豪勢に弔い、悲嘆のあまり半年も後宮に引き籠っていた（「孫和何姫伝」が引く『江表伝』）。